# Don Wilson (acteur)
Pour les articles homonymes, voir Don Wilson.
Don Wilson (né le 1er septembre 1900 à Lincoln, dans le Nebraska et mort le 25 avril 1982 à Cathedral City, en Californie) est un acteur et annonceur américain. Il est connu pour avoir été longtemps l'annonceur sur The Jack Benny Program.

## Filmographie
- 1932 : Folies olympiques (Million Dollar Legs) d'Edward F. Cline Stationmaster
- 1935 : Broadway Melody 1936 : Radio announcer
- 1937 : Meet the Missus : Don Wilson, Radio Announcer
- 1937 : Behind the Mike : Tiny Martin
- 1938 : Radio City Revels : Radio Announcer Don Wilson
- 1938 : Ferdinand le taureau (Ferdinand the Bull) : Narrator (voix)
- 1940 : Village Barn Dance
- 1940 : Two Girls on Broadway : Mr. Boyle, Radio Announcer
- 1940 : Behind the News : Radio announcer
- 1941 : The Roundup : Sheriff 'Slim' Hoover
- 1941 : Swing It Soldier : Brad Saunders
- 1942 : Hi, Neighbor de Charles Lamont : Don Wilson
- 1942 : Swing au cœur (Footlight Serenade) : Announcer
- 1943 : La Du Barry était une dame (Du Barry Was a Lady) de  Roy Del Ruth : Radio Interviewer
- 1943 : Dangerous Blondes de Leigh Jason : Houston
- 1943 : Remerciez votre bonne étoile (Thank Your Lucky Stars) : Announcer
- 1943 : Mardi Gras : Announcer
- 1945 : Radio Stars on Parade : Don Wilson
- 1945 : Dick Tracy : Radio Announcer (voix)
- 1946 : Cinderella Jones : Announcer
- 1946 : Le Laitier de Brooklyn (The Kid from Brooklyn) : Radio announcer
- 1946 : L'Évadée (The Chase) : Fats
- 1947 : The Senator Was Indiscreet (en) : Commentator
- 1948 : Larceny : Master of Ceremonies
- 1952 : La Polka des marins (Sailor Beware) : Mr. Chubby
- 1953 : Niagara : Mr. Kettering
- 1953 : Les hommes préfèrent les blondes (Gentlemen Prefer Blondes) : Trailer Narrator
- 1959 : The Mouse That Jack Built : Don (voix)